# FK Metalac Gornji Milanovac
FK Metalac Gornji Milanovac este un club de fotbal cu sediul în Gornji Milanovac.